# Robert Schlecht

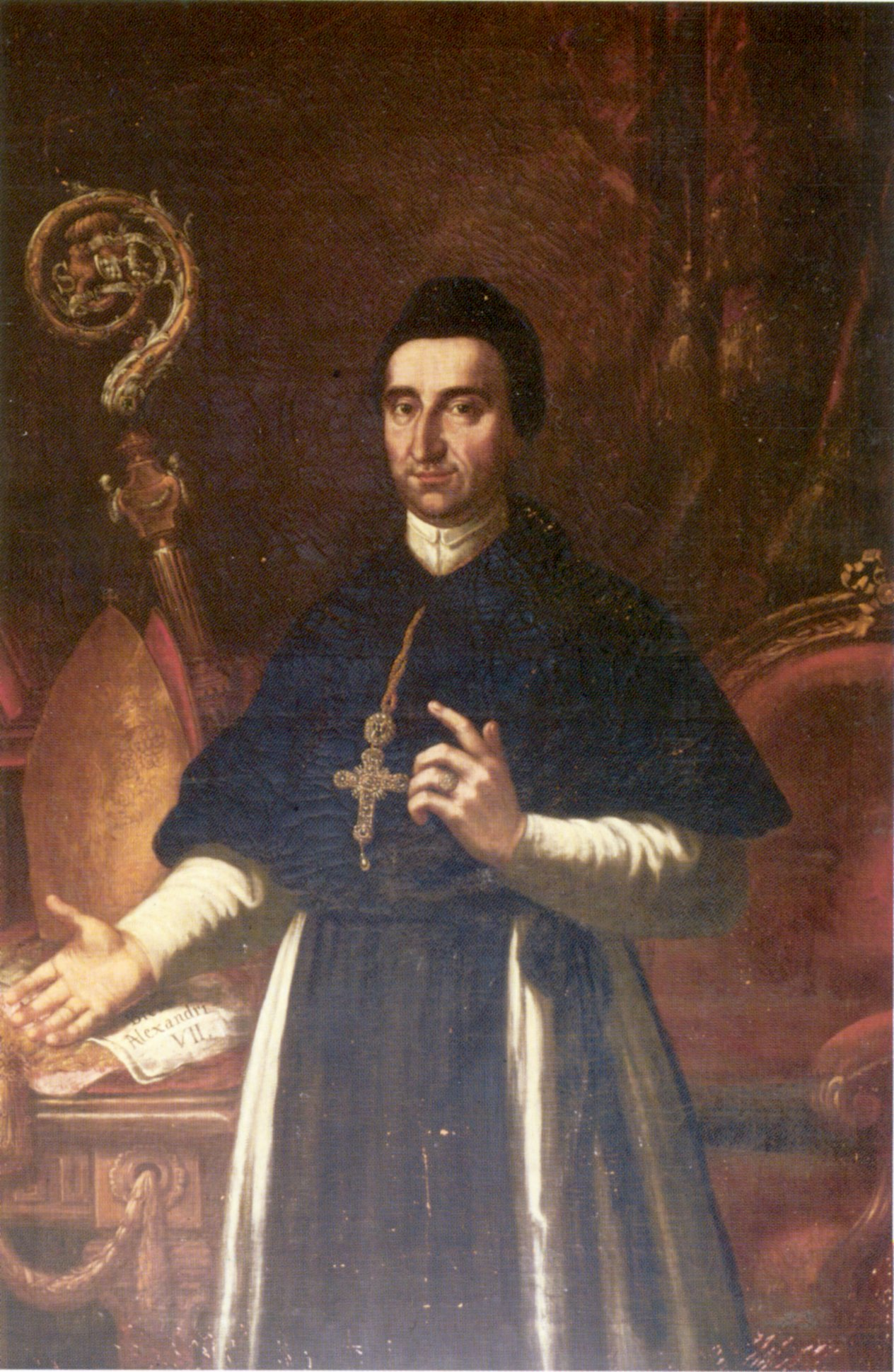
Robert Schlecht

Robert Schlecht (* 28. Juni 1740 in Wemding; † 3. März 1802) stand von 1778 bis 1802 der Reichsabtei Salem vor.

## Leben
Schlecht legte 1760 seine Profess ab und wurde 1766 zum Priester geweiht. 1772 wurde er Novizenmeister und war von 1774 bis 1777 Prior des Klosters Salem. Am 4. Juni 1778 wurde Schlecht vom Konvent im zweiten Wahlgang zum Abt von Salem gewählt. Die Benediktion fand durch Bischof Maximilian Christoph von Rodt statt. Am 22. September 1779 ernannte ihn der Generalabt François Trouvé zum Generalvikar der Zisterzienserklöster in Schwaben und Tirol und übertrug ihm 1791 seine Rechte über die Oberdeutsche Zisterzienserkongregation. 

## Leistung als Abt
In seiner Zeit ließ er zahlreiche Bauwerke errichten, unter anderem die offizielle klassizistische Münsterausstattung. In seine Amtszeit fielen die Gründung der Salemer Papiermühle und des Armenhauses in Wespach. Außerdem legte er die Konflikte mit Konstanz, Überlingen und Pfullendorf bei.

## Familie
Robert Schlechts älterer Bruder war der Komponist Franz Xaver Schlecht (um 1730–1782), Verfasser mehrerer geistlicher Kompositionen und Instrumentalwerke.